# Louis Broudin
Louis Broudin (Logonna-Daoulas, 19 avril 1922 - Mort pour la France le 23 septembre 1940 à Rufisque) est un militaire français, Compagnon de la Libération. Jeune marin à peine sorti de formation, il participe à la campagne de Norvège en 1940 puis, après s'être engagé dans les forces françaises libres, à l'expédition de Dakar au cours de laquelle il est tué au combat.

## Biographie

### Jeunesse et engagement
Louis Broudin naît le 19 avril 1922 à Logonna-Daoulas dans le Finistère au sein d'une famille de marins-pêcheurs. Après l'obtention de son certificat d'études, il intègre en 1936 l'école des pupilles de la marine et prépare l'École de maistrance avant de finalement intégrer en 1937 l'École des ouvriers mécaniciens de Lorient.

### Seconde Guerre mondiale
En décembre 1939, Louis Broudin est affecté sur le cuirassé Paris à bord duquel il participe à l'escorte de navires de commerce. Il est muté en janvier 1940 sur l'Annamite, un aviso de la classe Chamois, et participe à la campagne de Norvège. À l'issue de celle-ci, l'Annamite quitte la Scandinavie et accoste à Plymouth le 18 juin 1940. Choisissant de s'engager dans les forces françaises libres, Louis Broudin embarque à bord de l'aviso Commandant Duboc en tant que quartier-maître armurier. À bord de son nouveau navire, il part pour le Sénégal pour participer à l'expédition de Dakar. Le 23 septembre, alors que le Commandant Duboc est en baie de Dakar au large de Rufisque, les forces françaises restées fidèles au régime de Vichy mitraillent la vedette à bord duquel est embarqué Thierry d'Argenlieu, chargé de négocier le ralliement de l'Afrique-Occidentale française à la France libre. La bataille éclate alors entre troupes vichystes et forces françaises libres. Au cours du combat, Louis Broudin est tué par un éclat d'obus. Son corps est immergé dans la baie de Dakar. Le 17 janvier 1941, il est promu au grade de second-maître à titre posthume.

## Décorations
|  |  |  |

| Compagnon de la Libération | Compagnon de la Libération | Médaille militaire | Médaille militaire | Croix de guerre 1939-1945 | Croix de guerre 1939-1945 |